# افسونگری کرم
افسونگری کرم یا صید کرم یا گرفتن کرم (انگلیسی: Worm charming) روش‌های جذب کرم خاکی از زمین است. این فعالیت معمولاً برای جمع‌آوری دام ماهیگیری برای ماهیگیری انجام می‌شود، اما می‌تواند به شکل یک ورزش رقابتی در مناطقی مانند بریتانیا و شرق تگزاس باشد. به عنوان یک مهارت و حرفه، جذابیت کرم در حال حاضر بسیار نادر است، با این هنر که در طول نسل‌ها برای اطمینان از زنده ماندن آن منتقل می‌شود.
بیشتر روش‌های افسونگری کرم، شامل ارتعاش خاک است که کرم‌ها را به سطح تشویق می‌کند. در سال ۲۰۰۸، پژوهش‌گران دانشگاه واندربیلت ادعا کردند که به سطح خاک آمدن کرم‌ها به این دلیل است که این ارتعاش‌ها به ارتعاش‌هایی که توسط حفر موش کور، که کرم‌های خاکی را شکار می‌کنند، شباهت دارند. بسیاری از گونه‌های پرندگان نیز از همین روش استفاده می‌کنند و از اینکه کرم‌ها روی سطح خاک ظاهر شدند، آنها را می‌بلعند.